# Circonscription de Goré
La circonscription de Goré est une des 177 circonscriptions législatives de l'État fédéré Oromia, elle se situe dans la Zone Illubabor. Sa représentante actuelle est Chernet Hailemaryam Gudeta.